# Giovanni Battista Antonelli (1527-1588)

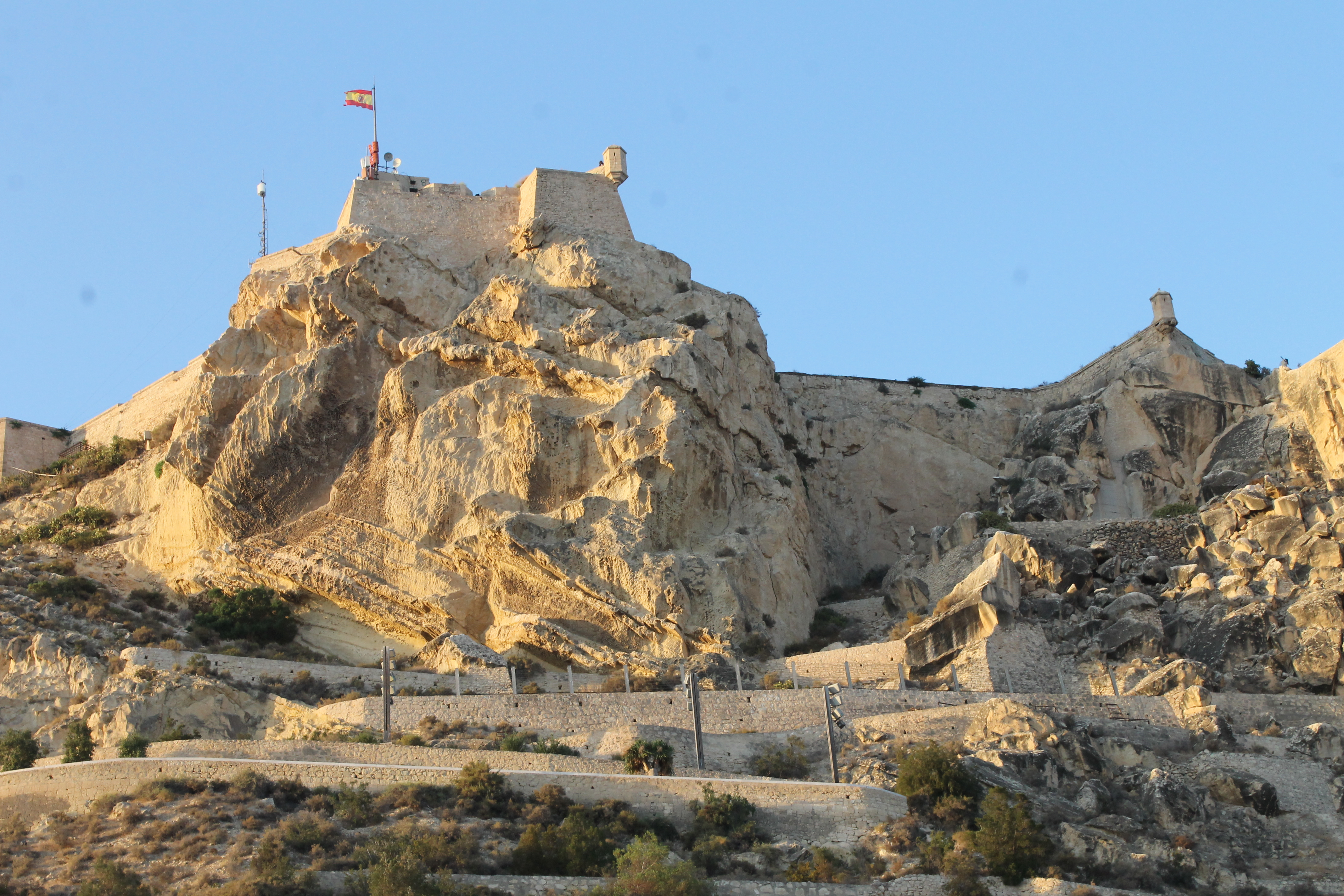
Castillo de Santa Bárbara di Alicante

Giovanni Battista Antonelli (Gatteo, 1527 – Toledo, 1588) è stato un ingegnere militare italiano, fratello maggiore di Battista Antonelli, al servizio presso il Regno di Spagna.

## Biografia

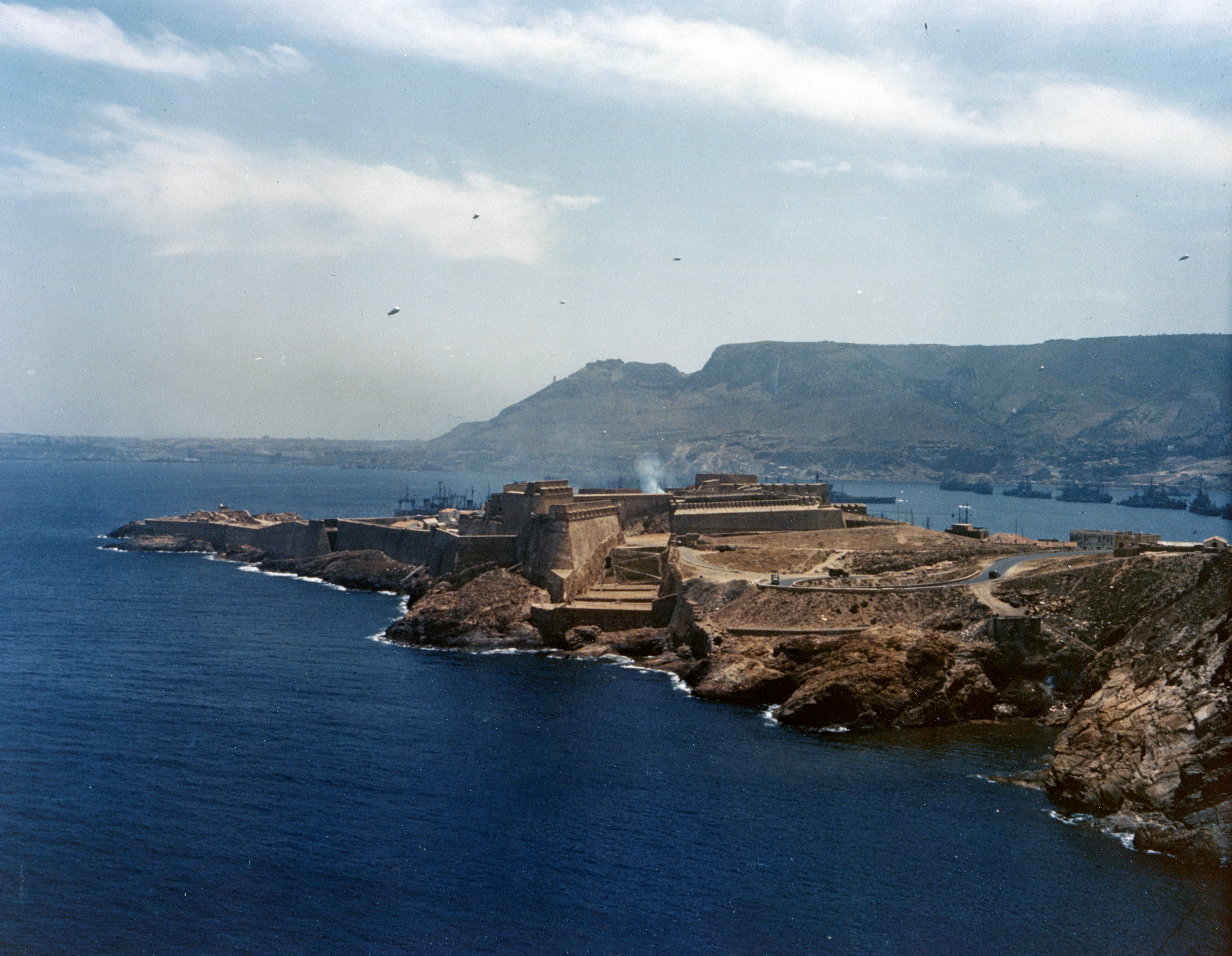
Forte di Mers-el-Kébir

Giovanni Battista Antonelli progettò e costruì alcune roccaforti  e fortezze militari  sulla costa mediterranea della Penisola Iberica per conto della  Spagna durante la seconda metà del XVI secolo.
Nel 1568, il re Filippo II di Spagna aveva affidato al nobile  Vespasiano Gonzaga l'incarico di provvedere ad un piano di difesa delle coste mediterranee della Spagna.
Per come, analogamente, si era già fatto nel Regno di Sicilia  nel 1547 con Antonio Ferramolino e nel 1552 con Pietro del Grado, il nobiluomo fu accompagnato da  un tecnico specializzato, l'Antonelli, e dall'ispezione derivò il  progetto di costruzione delle fortificazioni della città portuale di Cartagena, la costa del Regno di Valencia e dei porti africani di Orano e Mazalquivir.
Nell'ambito di questo progetto di fortificazione della  costa spagnola e africana, fu costruita una serie di torri costiere, sulla costa di Murcia e del Regno di Valencia e fu intrapresa la ricostruzione del Castillo de Santa Bárbara che sovrasta Alicante (Spagna) nel 1562, la costruzione del Castello Benidorm e della torre di Santa Faz ad Alicante nel 1575  e il bacino artificiale di Tibi (1580). 
Inoltre furono costruite  le mura che proteggono Peñíscola.
Dal 1580 si dedicò allo studio della navigabilità del  fiume Tago tra Lisbona e Toledo, un progetto che non è mai divenuto realtà e pertanto ha ispirato un romanzo satirico di Ricardo Sanchez Candelas, dal titolo Navigarono solo i suoi sogni.